# Lago Pavilion
El lago Pavilion es un lago en Marble Canyon, Columbia Británica, Canadá. Está situado entre los pueblos de Lillooet y Cache Creek (29,44 kilómetros al ONO, a vuelo de pájaro, de Cache Creek) y se encuentra a lo largo de la carretera 99 de la Columbia Británica, a 8,85 kilómetros de autopista (noreste y sureste) de Pavilion, Columbia Británica. El lago, que forma parte de una formación kárstica, es más notable por ser el hogar de colonias de microbialitos, un tipo de estromatolito, y se ha convertido en objeto de investigaciones astrobiológicas de la NASA, la Agencia Espacial Canadiense e instituciones de investigación de todo el mundo. La investigación se enmarca en el Proyecto de Investigación del Lago Pavilion. La zona del lago y su costa se añadieron al Parque Provincial del Cañón del Mármol a fin de proteger sus especiales valores científicos y patrimoniales. 

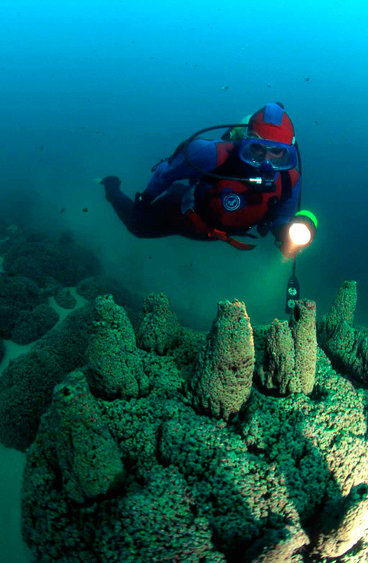
Torres de microbialita con un buzo de la NASA, a 50-60 pies de profundidad en el lago Pavilion.

Hay una pequeña comunidad de residencias a orillas del lago, algunas de ellas sólo de carácter recreativo y estacional, situadas en la orilla oriental del lago, junto a la carretera. El lago está dominado por los acantilados de Marble Canyon, que es el contrafuerte sur de la cordillera del Mármol, y los bosques de la cordillera Clear más septentrional. También se ve el Chimney Rock (K'lpalekw en Secwepemc'tsn, "Pene de Coyote"), que al igual que el lago y el cañón, tiene un significado espiritual para las comunidades nativas adyacentes, el pueblo Tskwaylaxw de Pavilion y la banda Bonaparte de Secwepemc en Upper Hat Creek. Una de las rancherías y un rodeo y un pow-wow de la banda de Pavilion está situada en la entrada sur de Marble Canyon. 